# 情報ライブ ミヤネ屋
『情報ライブ ミヤネ屋』（じょうほうライブ ミヤネや）は、読売テレビの制作により、2006年（平成18年）7月31日から日本テレビ系列局で月曜日から金曜日の13:55 - 15:50（JST）に生放送されている情報番組・ワイドショーで、宮根誠司の冠番組。略称および新聞テレビ欄でのクレジットは「ミヤネ屋」。

## 概要
2005年11月11日から2006年7月28日までの毎週金曜日に、関西ローカルで生放送していた『激テレ★金曜日』を帯番組に発展させたもので、司会は引き続き宮根が担当。ただし、祝日や年末年始における特別番組の放送、『DRAMATIC BASEBALL』（プロ野球中継）や高校サッカーなどのスポーツ中継、『NNN報道特別番組』の編成などの場合に、放送休止ないしは放送時間が短縮される場合がある。
記者会見の中継などニュース映像について、日テレNEWS24のものを使用する場合がある。
当初は『激テレ』の流れで一般視聴者（女性のみ）によるスタジオ観覧を行っていたが、後に放送スタジオが読売テレビ（第2代目社屋）第2スタジオから第3スタジオに変更になった。
2007年10月改編にて、14年半にわたって放送されてきた昼のワイドショー『ザ・ワイド』が終了することに伴い、その後継として編成するため放送時間を変更し、開始当初は関東・長野以外の全国各地で放送されることとなった。

## 番組と宮根の歴史

### 開始までの経緯
読売テレビも属する日本テレビ系列の地方局は、『どさんこワイド』（札幌テレビ）の成功をきっかけに、『OH!バンデス』（ミヤギテレビ）、『テレビ宣言』（後の旬感テレビ派ッ!、現：テレビ派）（広島テレビ）や『めんたいワイド』（福岡放送）などの番組がスタートしていったが、読売テレビは『火曜サスペンス劇場』の再放送を長年『サスペンス傑作劇場』として放送し続けてきた。
2005年11月、前身『激テレ★金曜日』の放送を開始し、司会に2004年3月に朝日放送（現：朝日放送テレビ）を退社した宮根を起用。
2006年、6月30日に早朝のローカル情報番組『ゲツキン!』が終了したことに伴い『激テレ』の放送拡大が決まった。読売テレビの報道局、制作スポーツ局、編成局が一丸となって制作し、スタッフ確保のために『ゲツキン!』の出演アナウンサーやスタッフの一部が本番組にも携わることになった。放送拡大に先立ち、7月16日未明に裏番組『FNS26時間テレビ』（フジテレビ系列。関西では関西テレビで放送）打倒をコンセプトにプレ番組を深夜から早朝にかけて生放送。スタジオ内に設けられた大掛かりな流し素麺を食べる等、深夜番組ならではの企画が多数用意された。

### 関西ローカル時代
『激テレ』を帯番組化する形で、2006年7月31日に放送開始。
宮根は番組開始に先立ち日本テレビタワーに赴き、放送第1回では『午後は○○おもいッきりテレビ』（2007年10月から『おもいッきりイイ!!テレビ』に改題、2009年3月で終了）司会のみのもんたとの対談の模様を、第2回では『ザ・ワイド』（2007年9月末で終了）の草野仁との対談を放送。宮根がみの・草野と共演した番宣用スポットCM「マダムの午後はよみうりテレビ!」も制作された。
前身『激テレ★金曜日』と同様に、直前に放送されていた『ザ・ワイド』が終了した後、CM（ステーションブレイク）を挟まず15:49からスタート。2006年9月4日からは15:50からの1分遅れでの放送開始に変更、15:49からの1分間はCMがある訳ではなく『きょうのミヤネ屋』と題した放送予告のVTRが流したため、実質15:49からのスタートに変わりはなかった（番宣や新聞のラテ欄、開始時間などでは全て15:50に統一した）。また、本番組の開始により、読売テレビでは12:00スタートの『おもいッきりテレビ』から『ザ・ワイド』、本番組、『NNN Newsリアルタイム』、『ニューススクランブル』まで平日午後の7時間連続生放送が実現した。ただ、『Newsリアルタイム』については17:50 - 18:16の全国ニュース枠に加え17時台も当番組内でオープニングから17:05頃の区切りの良いところまでネットしていた。
2005年3月27日で終了した『週刊トラトラタイガース』の流れを汲んだプロ野球・阪神タイガース応援コーナーも本番組内で「トラトラR」のタイトルで放送されていた。

### 放送時間拡大・全国放送へ移行
2007年9月28日、それまで本番組の前座の時間帯に放送されていた読売テレビと日本テレビとの共同制作による情報・ワイドショー番組『ザ・ワイド』（13:55 - 15:50）が終了。同年10月1日からはそれまで15:50 - 17:50だった放送時間を繰り上げ・拡大し、『ザ・ワイド』が放送されていた時間帯も含めた13:55 - 16:43の約3時間の放送となった（金曜日のみ後続の『Newsリアルタイム』が17:00からとなっていたため、7分長い16:50までとなっていた）。
同時に（宮根の地元・日本海テレビを含む）日本テレビ系列各局からネット希望の声が上がり、それまで関西ローカルで放送していた本番組は、この日より読売テレビを含めた26局で放送を開始した（ネットワークセールスでの特別番組が編成された場合は短縮か休止）。ただし、中京テレビは1週間前の2007年9月24日から、山梨放送と福岡放送では編成上の都合から翌週の10月9日からネットを開始した。一部地域を除く全国ネットへの移行にあたり、読売テレビは新規ネット局向けに宮根・森若が出演するネット開始告知のCMを制作したが、こうした事情もあり宮根・森若がネット開始日時を言わない配慮が取られた。
ただし、すべての局がフルネットするわけではなく、自社制作の情報番組や通販番組、他局の番組を放送する局への配慮から、14:55と15:48:30の2か所にに飛び降り点が設けられるようになった（2008年9月29日以降、通常時は15:48:30で番組終了するようになり、後者は廃止された）。『NNN報道特別番組』や（主に祝日に）日本テレビ或いはNNS系列制作の特別番組を放送する場合は、番組の放送時間を短縮することがある。特別番組の放送時間帯によっては番組を休止する場合もある（詳しくは後述）。
系列局が在阪局の午後番組をネットするのは2006年3月まで西日本のFNS系列にネットしていた関西テレビ以来のこととなる（それ以前にも朝日放送〈現：朝日放送テレビ〉や毎日放送も、関西発のワイドショーを西日本ブロックと東北地方の一部でネットしていた時代がある。読売テレビ制作のワイドショーで他局にネットしている番組は他に『なるトモ!』がある）。この事例も東京発のワイドショーの終了→撤退に起因するものである。
本番組が全国放送になったことで、読売テレビでの夕方のローカルワイド番組は、2009年3月30日に『かんさい情報ネットten!』が開始されるまで1年半空白となった。
『ザ・ワイド』以前に放送されていた『2時のワイドショー』→『Beアップル2時!』の枠も本番組に衣替えされている。『ザ・ワイド』の番組開始の頃は日本テレビと読売テレビがそれぞれに製作コーナー枠があったが、後に1995年春頃に折しのオウム真理教関連事件の報道に時間を割いたことから自然と読売テレビのコーナーがフェードアウトのような形で事実上廃止され、共同制作でありながら事実上日本テレビ単独製作であった。2004年に読売テレビ主導になったものの内容にはほとんど変わりがなかったため、実質読売テレビ発の全国ネットによる主婦向け午後ワイドは12年ぶりの再開となった形である。同時にこれまで『ザ・ワイド』の制作に携わっていた一部の番組スタッフが本番組の制作に携わるようになった。
関西ローカルの番組だったが、『激テレ』時代から（日本テレビ本社所在地の）東京で活動している文化人・タレントをコメンテーターとして起用していて、関西色はやや薄められていた。だが、関西とその周辺地域のみで放送していた16時台はかなり関西色が強くなっていた。
中京テレビは同番組をフルネットで放映した上、東京支社の制作担当者を読売テレビの同番組に派遣して、月数回程度各レギュラーコーナーや特集で同局放送エリア内の東海3県に絡む場合、同局のアナウンサーが出演したり、一部コーナーや特集のVTRも制作するなど系列局の中では一番精力的に協力していた。
2008年からは新ドラマの出演者が番宣のためにこの番組に出演するようになる（主に14時台の全国ニュースの前だったが、2019年10月現在は、番組終盤）。ただし、スケジュールの関係で日本テレビのスタジオからの二元中継という形で出演となっている。しかし、2015年4月からスタートした日曜ドラマに関しては読売テレビ制作の作品であっても、宮根が司会を務める情報番組『Mr.サンデー』（フジテレビ系）と被っているためなのか、何故か宣伝が行われていない。2008年3月までは東京に芸能担当の駒井が出演、聞き手に回っていた（2008年3月28日まで日本テレビで放送されていなかったため、裏送りで出演する扱い）。3月25日は長谷川滋利が同スタジオから出演。当日生中継される2008年大リーグ開幕戦ボストン・レッドソックス対オークランド・アスレチックスの見どころを解説した（裏送り扱い）。現在（2011年春 - ）、東京から新ドラマ・特番出演者の番宣については主に『ヒルナンデス!』のスタジオもしくはマイスタなどから、政局関係のニュースで政治家が出演する場合は『news every.』のスタジオから、それ以外は日テレタワー内の読売テレビ東京支社から中継を繋いで行われている。読売テレビ制作の連続ドラマ、バラエティー特番、映画、関西で公演される舞台に関しては、出演者が直接ミヤネ屋スタジオで宣伝（番宣する出演者の中には、その日のゲストパネリストを兼任することもある。）することもある。
2007年10月以降、関西エリア以外で起こった事件・事故を扱う場合、系列各局の協力の下、系列局記者やアナウンサーが取材し、リポートする形を採った。また海外や当時ネットしていなかった関東エリアで起こった事件を扱う場合日テレNEWS24やストレイトニュースなどのVTRを使っていたが、日本テレビのネット開始決定の影響もあり、本来ネットされていなかった日本テレビが積極的に中継協力をするようになっていた。2008年3月31日以降は地上波において完全全国ネット化したためか、それまでは1人だけだった外部の事件・事故リポーターの数が増加し、取材範囲も日本全国に拡大（速報や大規模災害の場合はこれまで通り系列各局の取材）、他局の情報番組同様の体制となった（外部起用の半分は当時間帯としての前番組『ザ・ワイド』からの再登用）。

### 14時台ネットセールス化
『ドラバラZONE』を系列局で、唯一日本テレビからネット受けしていたテレビ信州で、2008年1月7日（月）から当番組のネットを開始し、『ザ・ワイド』をネットしていたNNS系列局で本番組をネットしていなかったのは日本テレビのみとなる。『ドラバラZONE』(13:55 - 15:50) と『くちコミ☆ジョニー!』 (15:55 - 16:53) の打ち切りにより、3月31日(月)より日本テレビでも当番組をネットすると報じられ、1月22日の読売テレビの会見で日本テレビでの放送が正式に発表された。関東での放送時間は月 - 金曜日の13:55 - 14:55の1時間の飛び降り編成となった。読売テレビ単独制作の午後の全国ネット情報番組は『Beアップル2時!』以来15年ぶり。午前に2005年10月から2006年3月まで放送していた『なるトモ!』以来2年ぶりに読売テレビ単独制作の全国向け番組の逆ネットとなる。日本テレビでは15 - 16時台は月 - 木曜日が『アナ☆パラ』を、金曜日が『ドラバラPUSH』をそれぞれ新設したが8月1日を以って終了。8月4日からは『ゴゴドラ』を放送することにした（ただし、15時台の第1部は8月中のみのつなぎ番組）。日本テレビでのネット開始に当たって、読売テレビは関東地区向けに日本テレビでのネット開始をPRするCMを制作し、それが関東地区ではネット開始前の数週間、平日午後の再放送枠などで繰り返し放送された。
この日本テレビでのネット開始には以下のような背景がある。在阪、在京の局間の関係が読売テレビと日テレでは比較的良好で、多くの番組を相互に制作したりネットするとはいえ、両者はあくまで別会社であり、制作量で収益にも大きく関わりが出ることから事前に協議の上で、それぞれが全国ネットの番組をどれくらいの割合で制作するかを決めている。
それまで放送されていた制作枠が減少傾向にあったうえ、長らく読売テレビ制作の月曜22時ドラマ枠を設定し比較的好調であったものの、1996年に『SMAP×SMAP』（関西テレビ・フジテレビ共同制作）が開始されるや否や視聴率は圧倒、99年頃からは平均視聴率1桁を記録する作品が多くなるなど苦戦を強いられたため、2004年4月の改編でこのドラマ枠を廃枠としたうえで月曜21時台に放送されていた『スーパーテレビ情報最前線』と枠を入れ替え、『ZZZ・木曜1部』→『夜は別バラ22:54・木曜』と放送されてきた『Kissだけじゃイヤッ!』をゴールデン昇格させる形で設定。しかし、その後も月曜21時台の読売テレビ制作枠が極端な低視聴率に喘いでおり、同枠を読売テレビから返上させて自局でテコ入れしたいと同時に、自局制作でのテコ入れに失敗した平日午後の時間帯を補強をしたいという日本テレビとの思惑が一致したことも背景にあった（月曜21時台の読売テレビ制作枠を平日14時台に枠移動したもの）。この日本テレビでのネット開始により同局が本格的に制作協力するようになったほか、14:50頃のニュースコーナーもこれまで昼のニュースや『おもいッきりイイ!!テレビ』のニュースコーナーの映像を使って森若が読み上げていたのをやめて、日本テレビ報道フロアから中継でニュースを伝える形に改めた。また、同時に13:55 - 14:55の冒頭1時間がネットワークセールス枠に転換され、14時台にネットスポンサーが付くようになった。
その後の宮根は東京発の全国ネットのテレビ番組にゲスト出演するようになるが、2010年3月26日までは朝の帯番組『おはよう朝日です』と昼の帯番組の『ミヤネ屋』をかけもっていたためか頻度は少なかった。テレビ東京系全国ネット番組の出演歴は、在阪局制作を含めても現時点でない。宮根の古巣・朝日放送（現：朝日放送テレビ）が属するテレビ朝日系列についても『ワイド!スクランブル』が『おはよう朝日です』を取材した際に一度VTR出演した。
8月20日は日本テレビなど18局で初めて『ミヤネ屋』をフルネットした。
宮根曰く、「本番組が全国ネット化された事で大阪のおばちゃんに『天狗になったらアカンで』と言われてしまった」。同じく宮根は本番組におけるギャラは関西ローカル時代と全国ネット化後で変化がないことを明かしている。
ネットセールス化を期に、同時期から放送時間を拡大する系列局が西日本で相次いだ（後述）。そして、2008年9月1日からは日本テレビでも放送枠を13:55 - 15:50までに拡大した。

### 再度2時間番組へ移行
2008年9月29日からは、放送時間が約1時間短縮されて13:55 - 15:50の1時間55分となり、この時間帯の前番組『ザ・ワイド』と同じ放送時間となり、残りの1時間枠（かつての第3部）がローカルセールス・再放送枠。
2010年3月22日 - 3月26日は全国ネット化2周年記念スペシャルとして地域限定（読売テレビ・中京テレビ・広島テレビのみ）で16:48までの3時間拡大放送を行った。また半年後にも拡大放送を行った。上記3局は日本テレビがネットしていなかった頃から全国ネット初期の頃も16時台の放送を行ったことがある。
2010年3月を以って宮根は同じく司会を務めてきた『おはよう朝日です』を降板し、平日は本番組に専念している。一方、4月より週末は東京へ赴きフジテレビ系列『Mr.サンデー』（フジテレビ・関西テレビ共同制作）の総合司会(メーンアンカーマン)を務める。
2010年3月29日より福井放送が、2010年7月5日より山梨放送が番組終了時刻の15:50までのフルネットを開始し、自社製作番組『めんたいワイド』を放送するため飛び降りていた福岡放送も『めんたいワイド』の放送時間の移動に伴い2011年4月4日以降は正式にフルネットを開始することで、通常時に14時台での飛び降りを行う局はなくなった。
2010年7月14日に放送回数が1000回を突破。2011年10月3日放送分よりステレオ放送を開始。当初はBGM・効果音含めてモノラル音源で放送（モノステレオ放送）されていたが、2020年頃よりステレオ音源で放送（フルステレオ放送）されている。
2012年2月6日（月曜日）放送分からは、黄色と黒色を基調にしたスタジオセットを導入したり、不定期で放送していた海外取材企画を水・木曜日のレギュラーコーナー「世界電波ジャック」に昇格させたりするなどのリニューアルをおこなった（詳細は後述）。
2014年1月6日から2017年3月31日まではCSの日テレNEWS24でも『ミヤネ屋ニュース』の番組名で14:54 - 15:10（後述）に部分同時ネットを行っていた。これにより、地上波で本番組を視聴出来ない地域であっても、一部時間帯のみではあるものの、視聴可能であった。
2014年9月29日より、放送時間帯は変わらないものの、第1部・第2部の枠切りがなくなり、全編ネットワークセールス枠（15時台後半の提供スポンサーは引き続きローカルセールス）に移行した（ただしこれ以降も一部地上波局にて、不定期に14:55以降（ごくまれに全編）を臨時でネット返上することがある）。同年10月1日より字幕放送を開始。
2015年3月2日から3年ぶりにスタジオセットを変更し、同時に林マオがアシスタントに就任。同年3月30日から番組開始以来使用されたオープニングCGが初めて一新された。
2019年9月2日からは読売テレビ第3代目社屋の第1スタジオに移転。
2020年8月3日より、林の後任として、澤口実歩（読売テレビアナウンサー）がアシスタントに就任した。同時にオープニングCG・テーマ曲も変更された。
2024年4月1日より、アシスタントに足立夏保と佐藤佳奈が加入。澤口も続投で月～木曜日を担当。金曜日は月前半を足立、月後半を佐藤が担当する。また、宮根が金曜日を不定期で休みとなることから、番組ディレクター出身で現アナウンサーの西山耕平が代理を担当している。
2025年3月31日より、澤口に代わり西尾桃が月～木曜日のアシスタントに就任。(足立・佐藤が担当する金曜日については据え置き。)

### 視聴率
貴乃花親方の当選が注目された日本相撲協会の理事選挙を中継した2010年2月1日に関西地区で16.0%（ビデオリサーチ調べ、関西地区・世帯）、関東地区で15.3%（ビデオリサーチ調べ、関東地区・世帯）を記録しており、2015年8月末の段階で民放では100週連続の時間帯首位を獲得している。
2018年には2017年度通期平均視聴率が平日の同時間帯に関東地区と関西地区でともに1位を獲得し、2009年度から9年連続でトップなった他、2018年度の読売テレビにおける年度視聴率三冠の獲得に大きく貢献した。
2020年上期に入ってからは、『ゴゴスマ -GO GO!Smile!-』（CBCテレビ制作・TBSテレビほか一部の同系列局でもネット受け）の関東地区での平均視聴率が上昇傾向にあることから、『ゴゴスマ』と互角な視聴率争いを展開しているほか、フジテレビ『直撃LIVE グッディ!』→『バイキングMORE』を上回っている。2025年の2月には世帯視聴率は4％を記録するなどその10年前より視聴率は半分以下に低下し、『ゴゴスマ』を下回ることもある。

## 出演者
○は、前身の『激テレ★金曜日』から続投。 ☆は、玄関前トークに出演。

### 現在

#### レギュラー出演
| 月曜日                                    | 火曜日                                      | 水曜日                                                                        | 木曜日                            | 金曜日                                  |
| 総合司会                                  | 総合司会                                    | 総合司会                                                                      | 総合司会                          | 総合司会                                |
| ----------------------------------------- | ------------------------------------------- | ----------------------------------------------------------------------------- | --------------------------------- | --------------------------------------- |
| 宮根誠司○☆（フリーアナウンサー）          |                                             |                                                                               |                                   |                                         |
| 西尾桃                                    | 西尾桃                                      | 西尾桃                                                                        | 西尾桃                            | 足立夏保 （月前半） 佐藤佳奈 （月後半） |
| パネリスト                                |                                             |                                                                               |                                   |                                         |
| 高岡達之 （読売テレビ報道局特別解説委員） | 野村修也 （中央大学法科大学院教授・弁護士） | 小西美穂 （関西学院大学総合政策学部特別客員教授・元日本テレビ報道局解説委員） | 橋本五郎 （読売新聞特別編集委員） | （不在）                                |
| ニュースコーナー                          |                                             |                                                                               |                                   |                                         |
| 平松修造                                  | 石川みなみ                                  | 後呂有紗                                                                      | 伊藤遼                            | 畑下由佳                                |
| 気象予報士                                |                                             |                                                                               |                                   |                                         |
| 蓬莱大介（ウェザーニューズ）              | 蓬莱大介（ウェザーニューズ）                | 蓬莱大介（ウェザーニューズ）                                                  | 奈良岡希実子（セント・フォース）  | 蓬莱大介（ウェザーニューズ）            |

#### パネリスト（不定期出演）
男性（五十音順）
- 赤星憲広（野球評論家・元阪神タイガース外野手）水曜日を中心に月2回程度出演[注 41]。
- 梅沢富美男 ☆（俳優）
- ガダルカナル・タカ○☆（タレント、2008年3月までは水曜日パネリスト、2023年3月までは金曜日パネリスト）金曜日を中心に月2回程度出演[注 42]。
- 萱野稔人（津田塾大学教授・哲学者）
- 岸博幸（慶應義塾大学大学院教授・元経産省官僚）
- 河野玄斗（タレント）
- 清水章弘（教育アドバイザー）
- 神保拓也（株式会社トーチリレー代表取締役）
- 杉村太蔵（政治評論家・元自由民主党衆議院議員）
- 嵩原安三郎（弁護士）
- 舘野晴彦（幻冬舎統括編集長）
- デーブ・スペクター（タレント）火曜日を中心に月2回程度出演。
- 野村明大（読売テレビアナウンサー・報道局解説委員）金曜日を中心に月2回程度出演。
- 橋下徹（弁護士・政治評論家・元大阪市長・元大阪府知事）[注 43]
- パトリック・ハーラン（パックンマックン）
- 原晋（青山学院大学陸上部監督・教授）当番組へ2016年11月24日に初登場[23]。
- 本村健太郎（弁護士・俳優）金曜日を中心に月2回程度出演。
- 安田洋祐（大阪大学大学院経済学研究科教授、経済学者）
- 山田ルイ53世（髭男爵）

女性（五十音順）
- アンミカ（ファッションモデル）[注 44] 金曜日を中心に月2回程度出演。
- 伊藤聡子（事業創造大学院大学客員教授・フリーキャスター）[注 45]
- おおたわ史絵（内科医・作家）水曜日と木曜日を中心に月2回程度出演。
- 木村好珠（精神科医）
- 島田さくら（弁護士)
- 須田亜香里（タレント、元SKE48）
- 杉山愛（元プロテニスプレーヤー）[注 46]
- 丸岡いずみ（フリーキャスター・元日本テレビ報道局記者）[注 47]
- 三輪記子（弁護士）月曜日と木曜日を中心に月2回程度出演。
- 優木まおみ（タレント）[注 48]
- RIKACO（タレント）

#### 芸能リポーター
※いずれも不定期出演。
男性（五十音順）
- 阿部公輔（スポーツニッポン）
- 城下尊之（テンダープロ）
- 高橋誠司（スポーツ報知）
- 竹村章（日刊スポーツ）
- 森俊幸（スポーツニッポン）
- 山下伸基（サンケイスポーツ）

女性（五十音順）
- 大塚美奈（サンケイスポーツ）
- 菊池真由子（KOZOクリエイターズ）
- 駒井千佳子（KOZOクリエイターズ）[注 49]
- 長谷川まさ子（KOZOクリエイターズ）

#### ミヤネ屋リポーター
※主に事件・事故関係の話題などを伝えるリポーター。
男性（五十音順）
- 中山正敏（元『ザ・ワイド』リポーター） [注 50]
- 藤村幸司（元長崎国際テレビアナウンサー）[注 51]
- 橋口秀一（元鹿児島読売テレビアナウンサー、2024年12月23日 - ）

女性（五十音順）
- 東ふき（元仙台放送記者、2018年10月8日 - ）
- 楠紗友里（元福井放送アナウンサー、2024年12月23日 - ）
- 中島彩（元NHK宇都宮放送局アナウンサー、2021年5月3日 - ）
- 間宮久美子（元『ザ・ワイド』リポーター） [注 52]

#### 国会担当
- 日本テレビ報道局政治部記者が持ち回りで担当し、国会記者会館内の日本テレビ特設スタジオや首相官邸前などから中継で出演。

### 過去

#### 総合司会・気象予報士
| 期間                                       | 期間      | 男性     | 女性       | 女性       | 女性       | 女性       | 女性                |
| 期間                                       | 期間      | 男性     | 月曜日     | 火曜日     | 水曜日     | 木曜日     | 金曜日              |
| ------------------------------------------ | --------- | -------- | ---------- | ---------- | ---------- | ---------- | ------------------- |
| 2006.7.31                                  | 2011.4.1  | 宮根誠司 | 森若佐紀子 | 森若佐紀子 | 森若佐紀子 | 森若佐紀子 | 森若佐紀子          |
| 2011.4.4                                   | 2015.2.27 | 宮根誠司 | 川田裕美   | 川田裕美   | 川田裕美   | 川田裕美   | 川田裕美            |
| 2015.3.2                                   | 2020.7.31 | 宮根誠司 | 林マオ     | 林マオ     | 林マオ     | 林マオ     | 林マオ              |
| 2020.8.3                                   | 2024.3.29 | 宮根誠司 | 澤口実歩   | 澤口実歩   | 澤口実歩   | 澤口実歩   | 澤口実歩            |
| 2024.4.1                                   | 2025.3.28 | 宮根誠司 | 澤口実歩   | 澤口実歩   | 澤口実歩   | 澤口実歩   | 足立夏保1 佐藤佳奈1 |
| 2025.3.31                                  | 現在      | 宮根誠司 | 西尾桃     | 西尾桃     | 西尾桃     | 西尾桃     | 足立夏保1 佐藤佳奈1 |
| - 1 足立は月の前半、佐藤は月の後半に出演。 |           |          |            |            |            |            |                     |

| 期間                                                                                       | 期間      | 月曜日    | 火曜日    | 水曜日    | 木曜日       | 金曜日    |
| ------------------------------------------------------------------------------------------ | --------- | --------- | --------- | --------- | ------------ | --------- |
| 2006.7.31                                                                                  | 2007.9.28 | （不在）  | （不在）  | （不在）  | （不在）     | 小谷純久1 |
| 2007.10.1                                                                                  | 2008.3.28 | 小谷純久  | 小谷純久  | 小谷純久  | 小谷純久     | 小谷純久  |
| 2008.3.31                                                                                  | 2011.4.15 | （不在）  | （不在）  | （不在）  | （不在）     | （不在）  |
| 2011.4.18                                                                                  | 2014.2.14 | 蓬莱大介  | 蓬莱大介  | 蓬莱大介  | 菅光義       | 蓬莱大介  |
| 2014.2.17                                                                                  | 2016.4.1  | 蓬莱大介  | 蓬莱大介  | 蓬莱大介  | 酒井千佳     | 蓬莱大介  |
| 2016.4.4                                                                                   | 2020.4.3  | 蓬莱大介  | 蓬莱大介  | 蓬莱大介  | 奈良岡希実子 | 蓬莱大介  |
| 2020.4.6                                                                                   | 2020.6.19 | 蓬莱大介2 | 蓬莱大介2 | 蓬莱大介2 | 蓬莱大介2    | 蓬莱大介2 |
| 2020.6.22                                                                                  | 2023.3.10 | 蓬莱大介  | 蓬莱大介  | 蓬莱大介  | 奈良岡希実子 | 蓬莱大介  |
| 2023.3.13                                                                                  | 2023.6.30 | 蓬莱大介  | 蓬莱大介  | 蓬莱大介  | 木島由利香3  | 蓬莱大介  |
| 2023.7.3                                                                                   | 現在      | 蓬莱大介  | 蓬莱大介  | 蓬莱大介  | 奈良岡希実子 | 蓬莱大介  |
| - 1 祝日も出演。 - 2 新型コロナウイルス対応のための変更。 - 3 奈良岡の産休に伴い代理出演。 |           |           |           |           |              |           |

#### ニュースキャスター
| 期間 | 期間       | ニュース                  | ニュース                    | ニュース                  | ニュース                  | ニュース                  |           |
| 期間 | 期間       | 月曜日                    | 火曜日                      | 水曜日                    | 木曜日                    | 金曜日                    |           |
| --- | ---------- | ------------------------- | --------------------------- | ------------------------- | ------------------------- | ------------------------- | --------- |
| 2008.3.31 | 2010.3.26  | 丸岡いずみ1               | 丸岡いずみ1                 | 丸岡いずみ1               | 丸岡いずみ1               | 丸岡いずみ1               |           |
| 2010.3.29 | 2011.3.25  | 豊田順子1                 | 豊田順子1                   | 豊田順子1                 | 豊田順子1                 | 豊田順子1                 |           |
| 2011.3.28 | 2016.12.19 | 岸田雪子2・3 下川美奈2・3 | 岸田雪子2・3 下川美奈2・3   | 岸田雪子2・3 下川美奈2・3 | 岸田雪子2・3 下川美奈2・3 | 岸田雪子2・3 下川美奈2・3 |           |
| 2017.1.6 | 2018.6.1   | 鈴木美穂2・3 岸倫子2・3   | 鈴木美穂2・3 岸倫子2・3     | 鈴木美穂2・3 岸倫子2・3   | 鈴木美穂2・3 岸倫子2・3   | 鈴木美穂2・3 岸倫子2・3   |           |
| 2018.6.4 | 2019.9.27  | 久野静香3 杉上佐智枝3     | 久野静香3 杉上佐智枝3       | 久野静香3 杉上佐智枝3     | 久野静香3 杉上佐智枝3     | 久野静香3 杉上佐智枝3     |           |
| 2019.9.30 | 2020.4.3   | 郡司恭子                  | 笹崎里菜                    | 笹崎里菜                  | 郡司恭子                  | 杉野真実                  |           |
| 2020.4.6 | 2020.4.10  | 杉野真実3                 | 杉野真実3                   | 杉上佐智枝3               | 杉上佐智枝3               | 杉野真実                  |           |
| 2020.4.13 | 2020.6.12  | 笹崎里菜3・4 郡司恭子3・4 | 笹崎里菜3・4 杉上佐智枝3・4 | 笹崎里菜3・4 郡司恭子3・4 | 笹崎里菜3・4 郡司恭子3・4 | 笹崎里菜3・4 郡司恭子3・4 |           |
| 2020.6.15 | 2020.9.25  | 郡司恭子                  | 笹崎里菜                    | 笹崎里菜                  | 郡司恭子                  | 杉野真実                  |           |
| 2020.9.28 | 2021.3.26  | 郡司恭子                  | 郡司恭子                    | 笹崎里菜                  | 笹崎里菜                  | 杉野真実                  |           |
| 2021.3.29 | 2021.5.28  | 杉上佐智枝1・2            | 後藤晴菜1・2                | 郡司恭子1・2              | 森富美1・2                | 徳島えりか1・2            |           |
| 2021.5.31 | 2022.9.2   | 杉上佐智枝1・2            | 後藤晴菜1・2                | 郡司恭子1・2              | 森富美1・2                | 杉野真実1・2              |           |
| 2022.9.5 | 2022.9.30  | 杉上佐智枝1・2            | 畑下由佳1・2                | 郡司恭子1・2              | 森富美1・2                | 杉野真実1・2              |           |
| 2022.10.3 | 2023.3.31  | 畑下由佳1・2              | 郡司恭子1・2                | 杉上佐智枝1・2            | 森富美1・2                | 杉野真実1・2              |           |
| 2023.4.3 | 2023.6.2   | 郡司恭子1                 | 佐藤真知子1                 | 杉上佐智枝1・2            | 森富美1・2                | 杉野真実1・2              |           |
| 2023.6.5 | 2024.3.29  | 杉野真実1                 | 佐藤真知子1                 | 後呂有紗1                 | 郡司恭子1・5              | 森富美1                   |           |
| 2024.4.1 | 2024.9.27  | 藤田大介1                 | 滝菜月                      | 中島芽生1                 | 郡司恭子1・5              | 杉野真実1                 |           |
| 2024.9.30 | 2024.11.1  | 藤田大介1                 | 平松修造                    | 中島芽生1                 | 郡司恭子1・5              | 杉野真実1                 |           |
| 2024.11.4 | 2025.3.28  | 藤田大介1                 | 平松修造                    | 後呂有紗1・5              | 郡司恭子1・5              | 杉野真実1                 |           |
| 2025.3.31 | 2025.4.4   | 平松修造5                 | 石川みなみ5                 | 後呂有紗1・5              | 郡司恭子5                 | 郡司恭子5                 | 郡司恭子5 |
| 2025.4.7 | 2025.8.1   | 平松修造5                 | 石川みなみ5                 | 後呂有紗1・5              | 郡司恭子5                 | 徳島えりか                |           |
| 2025.8.4 | 現在       | 平松修造5                 | 石川みなみ5                 | 後呂有紗1・5              | 伊藤遼5                   | 畑下由佳1                 |           |
| - 2018年10月1日〜2020年9月25日まではニュースキャスターは『ヒルナンデス!』ニュースコーナーと兼務していた。 - 1『NNNストレイトニュース』を兼務（郡司は2024年3月まで、後呂は2025年3月まで）。 - 2 2023年3月まで『スッキリ』ニュースコーナーを兼務（2014年3月31日 - 2016年12月29日までは月 - 木曜日のみ）。 - 3 隔週交代。 - 4 新型コロナウイルス対応のための変更。 - 5 『ストレイトニュース （11:20 - 11:30）』（月 - 木に放送）を兼務（郡司は2024年4月から、後呂は2025年4月から）。 |            |                           |                             |                           |                           |                           |           |

#### 備考
- ニュースキャスターのうち、丸岡・岸田・下川・鈴木・岸は日本テレビ報道局キャスター、下川は日本テレビ報道局社会部デスク、その他は日本テレビアナウンサー。
- 森若 : 読売テレビアナウンサー。1年間産休後、2012年6月1日付で職場復帰、2013年4月6日から2014年3月29日まで『ウェークアップ!ぷらす』アシスタント。
- 川田 : 読売テレビアナウンサー〈出演当時〉[25]。過去に火曜日担当だった時がある。
- 酒井 : 三桂所属、元北陸放送→テレビ大阪アナウンサー。『Oha!4 NEWS LIVE』（日テレNEWS24制作・日本テレビ系列）にも帯で出演中だったが、本番組には同日の『Oha!4』とは異なる衣装で出演していた。蓬莱が休みの場合は木曜以外の曜日に出演することもあった。

#### 休暇等による代打出演
| 担当者   | 備考                                                                                    |
| -------- | --------------------------------------------------------------------------------------- |
| 萩原章嘉 | 2007年度の休暇時を担当                                                                  |
| 大田良平 | 2009年〜2012年度の休暇時を担当。 2012年〜2022年は報道局に在籍。                         |
| 三浦隆志 | 2022年より報道局に異動。記者として不定期で出演。                                        |
| 藤村幸司 | フリーアナウンサー                                                                      |
| 立田恭三 | 2020年度の休暇時を担当                                                                  |
| 西山耕平 | 2021年度以降の休暇時を担当。 2021年度は報道局在籍中に担当。                             |
| 澤口実歩 | 2022年12月8日 - 15日 2023年3月30日・31日 2023年7月17日・18日・9月26日・10月20日を担当。 |

| 当時のキャスター | 当時のキャスター                | 月曜日                            | 火曜日                                    | 水曜日                        | 木曜日                  | 金曜日                            |
| ---------------- | ------------------------------- | --------------------------------- | ----------------------------------------- | ----------------------------- | ----------------------- | --------------------------------- |
| 2008年           | 森若                            | 小林杏奈                          | 小林杏奈                                  | 小林杏奈                      | 虎谷温子                | 虎谷温子                          |
| 2010年           | 森若                            | 川田裕美                          | 川田裕美                                  | 川田裕美                      | 林マオ                  | 林マオ                            |
| 2012年           | 川田                            | 中谷しのぶ                        | 虎谷温子                                  | 中谷しのぶ                    | 虎谷温子                |                                   |
| 2013年           | 川田                            | 西山加朱紗 （静岡第一テレビ）     | 松岡史子 （日本海テレビ報道記者）         | 前畑静香 （鹿児島読売テレビ） | 諸橋碧 （テレビ新潟）   | 原山紅花 （テレビ信州）           |
| 2014年           | 川田                            | 山本紗英子 （くまもと県民テレビ） | 鈴木沙喜代 （ミヤギテレビ）               | 山田恵梨子 （福井放送）       | 原香緒里 （山梨放送）   | 小野口奈々 （山口放送）           |
| 2015年           | 川田                            | 江口アミ （テレビ岩手）           | 中山千桂子 （四国放送）                   | 佐野祐子 （中京テレビ）       | 桒子英里 （青森放送）   | 財津ひろみ （福岡放送）           |
| 2016年           | 林                              | 急式裕美 （札幌テレビ）           | 幸坂理加 （秋田放送）                     | 大橋聡子 （福島中央テレビ）   | 久保ひとみ （タレント） | 丸岡いずみ （フリー）             |
| 2017年           | 林                              | 馬場ももこ （テレビ金沢）         | 西木恵美里 （南海放送）                   | 中村秀香                      | 松井くらら （福岡放送） | 内田有紗 （テレビ信州）           |
| 2018年           | 林                              | 馬場ももこ （テレビ金沢）         | ハードキャッスル・エリザベス （山梨放送） | 永見佳織 （静岡第一テレビ）   | 石川愛 （福岡放送）     | 二本木美唯貴 （鹿児島読売テレビ） |
| 2019年           | 林                              | 馬場のぶえ （広島テレビ）         | 蜂谷由梨奈 （ミヤギテレビ）               | 小野紗由利 （福島中央テレビ） | 梅山茜 （四国放送）     | 磯貝初奈 （中京テレビ）           |
| 2021年           | 澤口 佐藤（2025年以降の金曜日） | 諸國沙代子                        | 中村秀香                                  | 虎谷温子                      | 佐藤佳奈                | 林マオ                            |
| 2022年           | 澤口 佐藤（2025年以降の金曜日） | 西山耕平                          | 林マオ                                    | 諸國沙代子                    | 西山耕平                | 森若佐紀子                        |
| 2022年           | 澤口 佐藤（2025年以降の金曜日） | 平松翔馬                          | 林マオ                                    | 山本隆弥                      | 諸國沙代子              | 黒木千晶                          |
| 2023年           | 澤口 佐藤（2025年以降の金曜日） | 西山耕平                          | 西山耕平                                  | 山本隆弥                      | 平松翔馬                | 西山耕平                          |
| 2024年           | 澤口 佐藤（2025年以降の金曜日） | 諸國沙代子                        | 阿部芳美 （中京テレビ）                   | 澤井志帆 （静岡第一テレビ）   | 上田奈央 （山口放送）   | 蜂谷由梨奈 （ミヤギテレビ）       |
| 2025年           | 澤口 佐藤（2025年以降の金曜日） | 足立夏保                          | 望月杏夏 （中京テレビ）                   | 市川栞 （テレビ金沢）         | 松井美幸 （テレビ信州） | 畑中里咲 （山口放送）             |

- 2009年度・2011年度・2020年度は代打出演なし。
- 2013年度から2019年度・2024年度・2025年度では丸岡・久保を除いて各地方のNNN系列局に当時在籍していた女性アナウンサーが日替わりで出演[注 68]。その他は読売テレビアナウンサーが担当。
- 2022年度は当初、8月8日から12日までの予定であったが、10日に澤口の新型コロナウイルス感染が判明したため翌週も欠席した。なお、その週は宮根も夏季休暇に入ったため番組キャスターのどちらも代理出演となった[注 64]。

| 担当者     | 備考 |
| ---------- | --- |
| 佐藤佳奈   | 2022年4月12日に代打出演。                                                                                 |
| 西山耕平   | 2022年5月12日、2022年12月8日 - 15日 2023年3月30日・31日、2023年5月1日、9月26日、2024年1月30日に代打出演。 |
| 諸國沙代子 | 2023年5月29日に代打で出演。                                                                               |
| 山本隆弥   | 2023年7月17日・18日・28日に代打出演。                                                                     |
| 大野晃佳   | 2023年7月24日に代打で出演。                                                                               |

#### レギュラー
パネリスト
- 大竹まこと○（金曜日パネリスト）
  - 2007年5月から東京・文化放送の生ワイド番組『大竹まこと ゴールデンラジオ!』のパーソナリティを担当するため、同年4月いっぱいで降板した。

- 虎谷温子（読売テレビアナウンサー、月曜日の番組アシスタント）
- やすみりえ（月曜日パネリスト、川柳作家）
- 黒木昭雄（月曜日パネリスト、警察ジャーナリスト）
- 國定浩一（月曜日パネリスト、大阪学院大学教授）
  - 2007年10月から火曜日の関西テレビの『FNNスーパーニュースアンカー』に出演するため、番組を降板した。

- 木村祐一（隔週月曜日パネリスト）
- 水道橋博士（隔週月曜日パネリスト）
- うつみ宮土理（月曜日パネリスト）
- 近藤サト○（隔週火曜日パネリスト）
- 吉村作治（火曜日パネリスト、考古学者、サイバー大学学長）
- 八幡和郎（水曜日パネリスト、評論家）
- 若林史江（木曜日パネリスト、ファイナンシャルアドバイザー）
- 原田武夫（木曜日パネリスト、原田武夫国際戦略情報研究所所長）
- 原田隆史（不定期出演、原田総合教育研究所所長）
- 浜田和幸（不定期出演、国際未来科学研究所代表）
- 千代川宗圓（不定期出演、迎福寺住職）
- 森田ゆり（不定期出演、エンパワメント・センター主宰）
- 松尾貴史○☆（火曜日パネリスト）
- 秋野暢子○（木曜日パネリスト）
- 海江田万里（金曜日パネリスト、前衆議院議員＝出演当時）たまに、水曜日に出演することがあった。
- 北野誠○（開始から2007年9月までは、隔週で水または金曜に出演し、2007年10月から2008年9月までは毎週金曜日、2008年10月から2009年4月までは毎週水曜日のパネリストであった）
- 宮本和知（不定期出演、野球解説者。かつて「みんな大好きミヤスポ!」を担当していた。読売ジャイアンツの投手総合コーチ就任のため自然降板した）
- 野田義治（不定期出演、サンズエンタテインメント社長）
- 真山勇一（不定期出演、元日本テレビ報道キャスター・東京都調布市市議会議員＝出演当時）
- 浜辺陽一郎（不定期出演、早稲田大学法科大学院教授）
- 青木理（不定期出演、フリージャーナリスト・ノンフィクション作家）
- 角田龍平（不定期出演、弁護士、元漫才師）
- 浅野史郎（不定期出演、神奈川大学教授、前宮城県知事。かつての木曜日パネリスト。急性白血病のため、2009年6月に降板したが2011年頃復帰）
- 須田哲夫（不定期出演、フリーアナウンサー、元フジテレビ嘱託兼務アナウンサー兼報道局解説委員。フジテレビ在籍当時、本番組と同じ時間帯に『3時のあなた』の進行役、『タイム3』→『タイムアングル』のメインキャスターを担当していた）
- テリー伊藤（不定期出演）
- 渡辺篤史（不定期出演）
- 嶋大輔（不定期出演）
- 西村和彦（不定期出演）
- 後藤ひろひと（不定期出演）
- ミッツ・マングローブ（不定期出演）
- 大島さと子（不定期出演）
- 加藤登紀子（不定期出演）
- 大桃美代子（不定期出演）
- 萬田久子（不定期出演）
- 松原千明（不定期出演）
- 城戸真亜子（不定期出演）
- 春香クリスティーン（不定期出演）
- 安藤和津（不定期出演）
- 牧山純子（不定期出演、ヴァイオリニスト）
- 白石真澄（不定期出演、評論家、関西大学政策創造学部教授）
- 河合薫（不定期出演、健康社会学者）
- 三屋裕子（不定期出演、スポーツプロデューサー）
- 岩本勉（不定期出演、スポーツコメンテーター・野球解説者）
- やくみつる（不定期出演、漫画家）
- 木下博勝（不定期出演、鎌倉女子大学教授、医学博士）
- 山田美保子（不定期出演、コラムニスト）
- 住田裕子 （不定期出演、弁護士、元検事）
- 森永卓郎（不定期出演、獨協大学教授、経済アナリスト。2025年逝去）
- 池田健三郎（不定期出演、経済評論家）
- 石丸幸人（不定期出演、弁護士）
- 太田房江（不定期出演、元大阪府知事）
- 藤吉久美子（不定期出演）
- 大東めぐみ（不定期出演）
- 亀山房代（不定期出演、2009年逝去）
- 斉藤慶子（不定期出演）
- 田中健（不定期出演）
- 片山虎之助（不定期出演、参議院議員＝出演当時）
- 角谷浩一（不定期出演、政治コメンテーター）
- 岩渕美克（不定期出演、日本大学法学部教授）
- 麻木久仁子（不定期出演）
- 宇都木員夫（2007年4月から同年9月まで木曜日→同年10月から水曜日、2008年6月18日からは15時以降に登場）
- あべかすみ（隔週水曜日、開始当初から2007年3月まで木曜日を担当していたが、2008年6月18日から1年3か月振りに再登場していた。14時台に芸能ニュースを扱う際に、宇都木に代わって登場していた。16時台で扱う際には、宇都木と2人でコーナーを進めていた）
- 飯星景子 ☆（同時間帯の前番組『ザ・ワイド』の初代女性司会者でもあった）
- 大宅映子（評論家。2008年3月までは金曜日に出演していたが、水曜レギュラーになっても他の曜日へ出演することもあった）
- 小沢遼子（旧水曜日パネリスト、評論家）
- 高木美也子（評論家、日本大学総合科学研究所教授。2008年3月までは金曜日に出演していたが、火曜レギュラーになっても他の曜日へ出演することもあった）
- 森本敏（隔週火曜日パネリスト、拓殖大学総長、元防衛相。国会議員ではないが、2012年6月4日に発足した野田第2次改造内閣で防衛大臣に就任するため自然降板したが退任後に復帰。）
- 玉井忠幸（隔週月曜日パネリスト、読売新聞編集局次長兼編集委員）
- 加藤譲（読売新聞大阪本社編集委員。水曜日を中心に出演）
- 見城美枝子（ジャーナリスト、青森大学教授。2008年3月までは月曜日に出演していたが、それ以降は金曜レギュラーとなり水曜日へ出演することもあった）
- 鴻上尚史（劇作家、演出家）
- 神足裕司（コラムニスト。2008年9月までは木曜日に出演）
- 崔洋一（映画監督）
- 水道橋博士（浅草キッド☆・2008年3月までは『おもいッきりイイ!!テレビ』の月曜レギュラーとして相方の玉袋筋太郎と隔週交代出演していた。2010年6月28日放送分は、博士が体調不良のため、代理で玉袋筋太郎が出演）
- 高野孟（ジャーナリスト）
- 岩田公雄（火曜日パネリスト、学習院大学法学部特別客員教授、元読売テレビ解説委員）かつては金曜日に出演。
- 飯山雅史（水曜日パネリスト、国際ジャーナリスト、国際政治学者）
- 春川正明（木曜日と金曜日パネリスト、読売テレビ解説委員長、元報道局報道部長、元『ウェークアップ!』チーフプロデューサー、 - 2019年4月26日） - かつては月曜日・火曜日にも出演。
- 庭野めぐみ（日本テレビ解説委員）- 岩田・春川・加藤・飯山不在時のピンチヒッター
- 畑山篤（日本テレビNNN事務局長・解説委員・元外報部長→経済部長） - 岩田・春川・加藤・飯山不在時のピンチヒッター
- 板東英二（元野球解説者・元タレント〈かつて中日ドラゴンズ投手として11年間在籍〉、宮根とは『おはよう朝日です』でも共演した。『ちちんぷいぷい』では、番組開始から2011年9月まで約11年レギュラーを務めた）
- 清原博（不定期出演、国際弁護士）
- 手嶋龍一 （不定期出演、外交ジャーナリスト、元日本放送協会報道記者）
- 池田美優（ファッションモデル、タレント）
- 大宮エリー（不定期出演、脚本家）
- トラウデン直美（モデル）
- 吉川美代子（不定期出演、フリーアナウンサー、元TBSアナウンサー）

国会担当
- 青山和弘（日本テレビ報道局解説委員・元政治部記者・国会担当、2014年6月 - 降板時期不明） - 2008年4月 - 2011年3月は国会記者会館内の日本テレビ特設スタジオから出演していた。

コーナー担当
- 高田純次（「高田タクシー観光」担当、VTRのみ)
- キダ・タロー（金曜日「昭和ぶらぶら」担当）
- 木田美千代（金曜日「昭和ぶらぶら」担当）
- 清水章吾（金曜日「これから夫婦二人で」担当）
- 清水ハルマン（金曜日「これから夫婦二人で」担当）
- 荒木由美子（火曜日「のんびり湯の旅」担当、パネリストとして出演している。）
- 大抜卓人（木曜日「THE No.1」担当）
- 川藤幸三（野球解説者、金曜日「スポーツFRIDAY」担当）
- 宮城美智子（月曜日「ワザあり生活!おちゃのこさいさい」担当、VTRのみ）
- 安めぐみ（月曜日「ワザあり生活!おちゃのこさいさい」担当、VTRのみ）
- 川田裕美（読売テレビアナウンサー〈出演当時〉）、火曜日「グルメルパン」担当、当初は同曜日のアシスタント）
- 植村なおみ（読売テレビアナウンサー〈出演当時〉、月・火曜日リポーター・NEWSアサ漬け担当、当初は両日のニュース担当）
- 森武史（読売テレビアナウンサー〈出演当時〉、金曜日「スポーツFRIDAY」担当、当初は月曜日「トラトラR」担当・パネラーも）
- 小林杏奈（読売テレビアナウンサー〈出演当時〉、月曜日「クイズ!今どき常識?非常識?」担当）
- 清水健（読売テレビアナウンサー〈出演当時〉、「別人マダム」リポーター担当、VTRのみ）
- 本野大輔（読売テレビアナウンサー、「ヨミ斬リタイムズ」担当）
- 五十嵐竜馬（読売テレビアナウンサー〈出演当時〉、「ヨミ斬リタイムズ」担当）
- 山本隆弥（読売テレビアナウンサー、「アニマルニュース」、「ヨミ斬リタイムズ」担当）
- 井上公造（月曜日芸能担当、2009年3月30日 - 2022年3月31日）₋ 過去に他チャンネルの番組で共演していた。
- 石川敏男（金曜日芸能担当、開始当初から2007年3月までは月曜日担当だったが一旦降板。同年10月からかつてレギュラー出演していた前番組「ザ・ワイド」の終了に伴い再登場し（事実上の続投）駒井もしくは原田の2人で担当していた他、取材などで他の曜日に現地からの生出演またはVTRにて出演していた。）
- 小谷純久（日本気象協会、気象の解説担当、2011年3月まで『かんさい情報ネットten!』気象キャスター、2007年9月までは金曜日と祝日時の同コーナーを担当し、2008年9月26日までは16時台の「ミヤネ屋お天気」を担当していた。同年9月29日から2011年3月までは、日本の天気概況に特段の変化があった時のみ出演。）
- 佐藤圭一（日本テレビ政治部首相官邸キャップ、2011年7月28日 - 2014年5月）
- 大田良平（「企画取材」担当）
- 狩野英孝（「社長コネクション」担当、VTRのみ）
- 品田英雄（日経エンタテインメント!編集委員、「マダムのためのエンタメ講座」担当）
- 久我悟（日刊スポーツ）
- 鹿内美沙（ミヤネ屋リポーター・元中京テレビアナウンサー、2014年2月11日 - 降板時期不明）

気象予報士（不定期出演）
- 棚瀬大輔（2011年7月15日 - ） - 平成23年台風第6号が日本に接近することを解説した。
- 菅光義（ウェザーニューズ） - 蓬莱が休みの週1回から週2回出演している。蓬莱がかんさい情報ネットten!の生放送ロケで木曜日休みを取る事が多い為か、2014年2月までは木曜日の出演が多かった。
- 丸田絵里子（2018年9月17日 - 19日、2019年8月5日 - 7日・12月25日） - 蓬莱が休みの時に出演している。
- 堀奈津子（2020年8月24日・25日、2021年6月9日・8月2日 - 6日・25日、2022年8月8日 - 10日・15日 - 17日） - 蓬莱が休みの時に出演している。
- 木島由利香（2017年8月15日、2023年3月16日 - 6月29日・7月24日 - 26日・28日、2025年3月24日） - 蓬莱が休みの時に担当するほか、2023年3月 - 6月までは木曜日担当の奈良岡が産休に入ったことに伴い、後任として出演していた。
- 喜田勝（2025年5月30日）

## 年末年始の特別版
2009年度から2021年度まで、主に年明けを中心に特別版が放送されていた。これらは全て事前収録のトークバラエティとなっている。
2009年度 - 2012年度の年始初回放送（1月4日）は年始編成のため、全局第1部のみの放送となり、「新春スペシャル」として放送した。
2013年度は1月4日（土曜日）に「新春スペシャル」を前年度までに準じ、2014年度は12月29日（月曜日）に「年末スペシャル」を年末編成のため、いずれも通常回とは別枠で放送した。
2015年度以降、毎年1月4日に通常回とは別枠で「新春スペシャル」を放送した（2020年は宮根が司会の『プロ野球No.1決定戦!バトルスタジアム（現・超プロ野球 ULTRA）』が放送されたため当番組は未放送）。
2022年度以降はこれらの企画をやらなくなり、1月5日の通常放送でスタートしている。
- 2010年1月4日（月曜日）：ミヤネ屋・明石家新春怪物スペシャル!〜さんま・宮根が爆笑新年会!朝青龍・亀田興毅が乱入!!
- 2011年1月4日（火曜日）：情報ライブミヤネ屋新春スペシャル アッコと宮根におまかせ
  - ゲストに和田アキ子と佐々木主浩、東国原英夫、峰竜太を迎えた。
- 2012年1月4日（水曜日）：情報ライブミヤネ屋新春スペシャル ミヤネvs爆笑問題 ミヤネジャポン
  - メインゲストに爆笑問題、スペシャルゲストに加藤茶を迎えた。
- 2013年1月4日（金曜日）：情報ライブミヤネ屋 新春しゃべくりスペシャル 
  - メインゲストにくりぃむしちゅー、スペシャルゲストに映画コメンテーターの有村昆・初代ミヤネ屋ニュースキャスターの丸岡いずみ夫妻、磯野貴理子を迎えた。また後輩芸人や、兄弟・友人がVTRでくりぃむしちゅーの横顔を暴露した。
- 2014年1月4日（土曜日）14:50 - 15:50：新春ミヤネ屋 天才!志村&宮根のだいじょうぶだぁSP
  - メインゲストに志村けん、後半のゲストに中山秀征、島崎和歌子、ダチョウ倶楽部を迎えた。
  - 事実上、ミヤネ屋が土曜に放送された唯一の日となる。
- 2014年12月29日（月曜日）11:55 - 12:55：情報ライブミヤネ屋 石田家大豪邸で大反省会スペシャル
  - メインゲストに石田純一、東尾理子、スペシャルゲストに大地真央、宮根のパートナーに島崎和歌子を迎えた。またVTRで東尾修が登場し石田・東尾夫妻の生活ぶりについて答えた。
- 2016年1月4日（月曜日）13:50 - 14:50[注 74]：ミヤネ屋新春SP梅沢富美男の大豪邸で大暴露祭り!ミヤトーク!
- 2017年1月4日（水曜日）13:55 - 14:55：新春ミヤネ屋 スターの“お願い"叶えまっせSP
  - コメンテーターのデーブに加え、ゲストに篠原涼子、関ジャニ∞、寺島進を迎えた。
- 2018年1月4日（木曜日）13:55 - 14:55：宮根誠司×マツコ・デラックス初共演 新春ミヤネ屋スペシャル
  - メインゲストにマツコ・デラックス、スペシャルゲストにYOU、ミッツ・マングローブを迎えた。
- 2019年1月4日（金曜日）13:55 - 14:55：新春ミヤネ屋スペシャル
- 2021年1月4日（月曜日）13:55 - 14:55：ミヤネ屋新春特別号 大泉洋㊙️素顔大暴露スペシャル
  - ゲストに大泉洋（TEAM NACS）を迎えた。

## 使用曲

### オープニングテーマ曲
- 2006年7月31日 - 2008年8月1日：air （beatmania 6thMIXより） - DJ SIMON
- 2008年8月4日 - 2015年3月27日： Believe - i-dep
- 2015年3月30日 - 2020年7月31日： Pianophonic - PAX JAPONICA GROOVE
- 2020年8月3日 - 現在：Start Up -  はらかなこ[29]

### 歴代エンディングテーマ曲
- 泣かないで - kaede（2006年7月31日 - 9月29日）※PVが流された
- 風になって - 森山直太朗（2006年10月2日 - 12月1日）※PVが流された
- Isn't she lovely - スティーヴィー・ワンダー（2006年12月4日 - 2008年9月26日）※他のコーナーと同じBGM扱い
- Coloveration〜the spirit of love〜 - 佐藤竹善（2008年9月29日 - 12月26日）
- 群青の谷 - alan （2009年1月6日 - 4月3日）
- Stand by U - 東方神起（2009年4月6日 - 5月15日）
- Bad Day - Daniel Powter（2009年5月17日 - 6月26日）※他のコーナーと同じBGM扱い
- LOST ANGELS - GACKT（2009年6月29日 - 10月2日）
- Winter Bell - BREAKERZ（2009年10月6日 - 12月29日）
- 幸の素 - ベッキー♪#（2010年1月6日 - 4月2日）
- 最後の言葉 - ET-KING feat. h（=hiroko from mihimaru GT）（2010年4月5日 - 6月25日）
- タカラモノ〜この声がなくなるまで〜 - ナオト・インティライミ（2010年6月28日 - 10月1日）
- 空と海があるように - TUBE（2010年10月4日 - 12月28日）[注 75]
- Simple is Best - 矢井田瞳（2011年1月6日 - 4月1日）
- 流星 - 神田沙也加 （2011年4月4日 - 7月1日）
- セレンディピティー - 渡辺美里 （2011年7月4日 - 9月30日）
- World is beautiful Life is wonderful - 風味堂（2011年10月3日 - 12月29日）
- 季節の足音 - 由紀さおり（2012年1月6日 - 3月30日）
- THE CODE〜暗号〜 - 鈴木雅之（2012年4月2日 - 6月29日）
- Release me - 一青窈（2012年7月2日 - 9月28日）
- またね。 - AZU（2012年10月1日 - 12月28日）
- 花はただ咲く - 坂本冬美 with M2（2013年1月7日 - 3月29日）
- 願っているから - 曽根由希江（2013年4月1日 - 6月28日）
- 素敵な未来 - アンダーグラフ（2013年7月1日 - 9月27日）
- ありがとうおかげさん - 都はるみ（2014年1月6日 - 3月28日）
- Bottle Rocket - GROWN KIDS（2014年7月1日 - 9月26日）
- さくらびと - GLAY[30]（2014年9月29日 - 12月26日）
- UNSTOPPABLE - 5IGNAL（2015年1月5日 - 3月27日）
- MEMORY ISLAND feat.CIMBA - 佐藤広大（2015年3月30日 - 6月30日）
- キミノミカタ - TAK-Z（2015年7月1日 - 9月25日）
- BYE BYE YESTERDAY - 宏美（2015年9月28日 - 12月28日）
- エコーズ・イン・レイン - Enya（2016年1月6日 - 3月31日）
- Without Your Love - 工藤静香（2016年4月1日 - 6月30日）
- MY ONLY ONE feat. 宏実, YUTAKA - 佐藤広大（2016年7月1日 - 9月30日）
- 12月のひまわり - Aqua Timez（2016年10月3日 - 12月29日）
- Diamond Dust feat. EXILE SHOKICHI - 佐藤広大（2017年1月6日 - 3月31日）
- 6月の青い空 - SING LIKE TALKING（2017年4月3日 - 6月30日）
- Make me - F-BLOOD（2017年7月3日 - 9月29日）
- seeds・・・ココロノアカリ - 世良公則（2017年10月2日 - 12月28日）
- GREAT AMBITIOUS - BREAKERZ（2018年1月9日 - 3月30日）
- 未来少女 - Aqua Timez（2018年4月2日 - 6月29日）
- 今日もいい天気 feat. Rover（ベリーグッドマン） - 横浜流星（2018年7月2日 - 9月28日）
- 約束の唄 - 佐藤広大（2018年10月1日 - 12月28日）
- EN - TJ[31][32]（2019年1月9日 - 3月29日）
- Just keep on dreaming - Dream Shizuka[33]（2019年4月1日 - 10月1日）
- MELODY - 三浦祐太朗[34]（2019年10月2日 - 12月27日）
- ワタシウタ - 八代亜紀[35]（2020年1月6日 - 3月31日）
- parabol～更なる高みへ～ - アンダーグラフ[36]（2020年4月1日 - 6月30日）
- 実り - 江頭勇哉[37]（2021年1月6日 - 3月26日）
- blaze - lol[38] （2021年3月29日 - 6月30日）
- Shaky Shaky - GENIC[39]（2021年7月1日 - 9月30日）
- future(Prod.KM)- honoka[40]（2021年10月1日 - 12月27日）
- ポンコツ - 江頭勇哉[41]（2022年1月5日 - 3月31日）
- Juga Juga JUNGLE - Girls²[42]（2022年4月1日 - 6月30日）
- STEER THE SHIP - ZIPANG OPERA[43]（2022年7月1日 - 9月30日）
- 宵宵 - et-アンド-[44]（2022年10月3日 - 12月28日）
- Tonight is the night feat.杏子 - はらかなこ[45] （2023年4月3日 - 6月30日）

### その他
- CMが放送される直前には、浅倉大介の「primitive ark」（現在は廃止）、「T-cup swinging」（2曲ともにミニアルバム『d・file -for tv programs-』収録）が流れていた（ジングル）。なお、「T-cup swinging」はオリジナルとは異なり、曲の終盤15秒ぐらいをやや早回しにして流している。
- 2015年3月30日からはジングルもオープニング同様PAX JAPONICA GROOVEの「Pianophonic」になった。
- 2020年8月からははらかなこ作曲のジングル曲が使用されている。
- 飛び降りポイントで流れる曲はpyramid「U & Moon in Park」である。

## ネット局と放送時間
- 時刻表記は全て、日本標準時(JST) で表記する。

### 関西ローカル時代
- ここまでは読売テレビのみの放送。

| 放送期間                     | 放送時間              | 備考 |
| ---------------------------- | --------------------- | --- |
| 2006年7月31日 - 2006年9月1日 | 月 - 金 15:49 - 17:50 | |
| 2006年9月4日 - 2007年9月28日 | 月 - 金 15:50 - 17:50 | 1分ずらされたが、「きょうのミヤネ屋」や「玄関前トーク」などを実施していたので、実質15:49のスタートは変わらなかった。 |

### ローカルセールス→全国ネット時代
- 日本テレビ・テレビ信州以外の局はいずれも『ザ・ワイド』終了に伴う後番組扱い。日本テレビ・テレビ信州は、『ドラバラZONE』打ち切りに伴う後番組扱い。
- 2014年9月26日までは全局で第2部を放送していたが、あくまでもローカルセールス枠であったため、読売テレビ・日本テレビ以外のネット局では編成の都合で臨時非ネットとすることがあった（まれにネットワークセールス枠である第1部も臨時非ネットとすることがあった）。同年9月29日以降も読売テレビ以外のネット局では、不定期で14:55以降（極稀に全編）をネット返上とすることがある[注 76]。
- 15:48:30で本編は終了するが、一部ネット局はそのまま自社制作の夕方ワイド番組へステブレレスで接続する[注 77]。その場合でも編成上や新聞・EPGの番組表は15:50までが『ミヤネ屋』、15:50からが夕方ワイド番組となっている（従って、夕方ワイド番組を録画設定した場合は番組の冒頭1分半が欠けた状態で録画される事となる）。
- ネット局は読売テレビのマスター（主調整室）からの直受けで放送し、時刻表示も番組送出で行っているが、「東京からの全国ニュース」は日本テレビのニュースサブからの映像を読売テレビのスタジオサブ・マスターを経由して放送している。ただ、13:52.45から15秒間のクロスプログラムは前座番組『ヒルナンデス!』が日本テレビ制作であるため、読売テレビのスタジオサブからの映像を一旦日本テレビのマスターで受け、それを日本テレビのマスターから系列各局に配信する形が取られている[注 78]。
- 全編ネットワークセールス枠となった2014年9月29日以降の状況を記す。

| 放送対象地域   | 放送局                    | 系列           | ネット開始日    | 放送時間                  | 備考 |
| -------------- | ------------------------- | -------------- | --------------- | ------------------------- | --- |
| 近畿広域圏     | 読売テレビ（ytv）         | 日本テレビ系列 | 2006年7月31日 - | 月曜 - 金曜 13:55 - 15:50 | 【制作局】 |
| 北海道         | 札幌テレビ（STV）         | 日本テレビ系列 | 2007年10月1日 - | 月曜 - 金曜 13:55 - 15:50 | - 編成上は15:48.30終了扱いでステブレレスで夕方のローカル情報番組『どさんこワイド179』に接続。 |
| 青森県         | 青森放送（RAB）           | 日本テレビ系列 | 2007年10月1日 - | 月曜 - 金曜 13:55 - 15:50 | |
| 岩手県         | テレビ岩手（TVI）         | 日本テレビ系列 | 2007年10月1日 - | 月曜 - 金曜 13:55 - 15:50 | - 毎年2月または3月に岩手県議会中継を放送する日（会期中の1日）はネット返上とする。 |
| 宮城県         | ミヤギテレビ（MMT）       | 日本テレビ系列 | 2007年10月1日 - | 月曜 - 金曜 13:55 - 15:50 | |
| 秋田県         | 秋田放送（ABS）           | 日本テレビ系列 | 2007年10月1日 - | 月曜 - 金曜 13:55 - 15:50 | - Jリーグ・ブラウブリッツ秋田の試合を放送する日はネット返上とする。 |
| 山形県         | 山形放送（YBC）           | 日本テレビ系列 | 2007年10月1日 - | 月曜 - 金曜 13:55 - 15:50 | |
| 福島県         | 福島中央テレビ（FCT）     | 日本テレビ系列 | 2007年10月1日 - | 月曜 - 金曜 13:55 - 15:50 | |
| 関東広域圏     | 日本テレビ（NTV）         | 日本テレビ系列 | 2008年3月31日 - | 月曜 - 金曜 13:55 - 15:50 | - プロ野球・読売ジャイアンツ戦（主催試合が中心だが、ビジターの広島東洋カープ戦の場合もあり）や、全国高等学校サッカー選手権大会開幕戦を関東ローカルで放送する場合は14:55以降をネット返上する（前者は対戦球団の地元系列局〈2024年4月29日の巨人対ヤクルト戦でのテレビ金沢など球団所在地外での放送例もあり〉で、後者は出場校の地元局で放送される場合あり）。 |
| 山梨県         | 山梨放送（YBS）           | 日本テレビ系列 | 2007年10月9日 - | 月曜 - 金曜 13:55 - 15:50 | |
| 新潟県         | テレビ新潟（TeNY）        | 日本テレビ系列 | 2007年10月1日 - | 月曜 - 金曜 13:55 - 15:50 | |
| 長野県         | テレビ信州（TSB）         | 日本テレビ系列 | 2008年1月7日 -  | 月曜 - 金曜 13:55 - 15:50 | |
| 静岡県         | 静岡第一テレビ（SDT）     | 日本テレビ系列 | 2007年10月1日 - | 月曜 - 金曜 13:55 - 15:50 | |
| 富山県         | 北日本放送（KNB）         | 日本テレビ系列 | 2007年10月1日 - | 月曜 - 金曜 13:55 - 15:50 | |
| 石川県         | テレビ金沢（KTK）         | 日本テレビ系列 | 2007年10月1日 - | 月曜 - 金曜 13:55 - 15:50 | |
| 福井県         | 福井放送（FBC）           | 日本テレビ系列 | 2007年10月1日 - | 月曜 - 金曜 13:55 - 15:50 | - 県議会放送時は、14:55飛び降り。 |
| 中京広域圏     | 中京テレビ（CTV）         | 日本テレビ系列 | 2007年9月24日 - | 月曜 - 金曜 13:55 - 15:50 | |
| 鳥取県・島根県 | 日本海テレビ（NKT）       | 日本テレビ系列 | 2007年10月1日 - | 月曜 - 金曜 13:55 - 15:50 | - 編成上では15:48.30終了扱い、ステブレレスで『One』に接続。 |
| 広島県         | 広島テレビ（HTV）         | 日本テレビ系列 | 2007年10月1日 - | 月曜 - 金曜 13:55 - 15:50 | - 『広テレ!完全カープ主義・DRAMATIC BASEBALL（西暦）』（広島東洋カープ戦中継）や全国高等学校サッカー選手権大会開幕戦に広島県代表が出場する場合の放送時は14:55以降をネット返上（前者は雨天中止時は通常通りフルネット）。 |
| 山口県         | 山口放送（KRY）           | 日本テレビ系列 | 2007年10月1日 - | 月曜 - 金曜 13:55 - 15:50 | |
| 徳島県         | 四国放送（JRT）           | 日本テレビ系列 | 2007年10月1日 - | 月曜 - 金曜 13:55 - 15:50 | - 毎年7月の全国高校野球選手権徳島県大会決勝戦が平日と重なった場合はネット返上とする（雨天中止時はネット復帰）。 |
| 香川県・岡山県 | 西日本放送（RNC）         | 日本テレビ系列 | 2007年10月1日 - | 月曜 - 金曜 13:55 - 15:50 | - 2018年5月3日は『明治安田生命J2リーグ 第12節「カマタマーレ讃岐対横浜FC」』（15:00 - 17:00）を中継したため14:55以降をネット返上とした。 |
| 愛媛県         | 南海放送（RNB）           | 日本テレビ系列 | 2007年10月1日 - | 月曜 - 金曜 13:55 - 15:50 | - 「もうすぐミヤネ屋」の前半15秒も放送。 |
| 高知県         | 高知放送（RKC）           | 日本テレビ系列 | 2007年10月1日 - | 月曜 - 金曜 13:55 - 15:50 | - 毎年8月10日 - 12日のよさこい祭り中継が平日と重なった場合は10日・11日は全編、12日は14:55以降をそれぞれネット返上とする（荒天による開催中止の場合は通常通りフルネット）。 |
| 福岡県         | 福岡放送（FBS）           | 日本テレビ系列 | 2007年10月9日 - | 月曜 - 金曜 13:55 - 15:50 | - プロ野球・福岡ソフトバンクホークス戦中継放送時は14:55以降をネット返上とする。 - 編成上では15:48.30終了扱い、ステブレレスで『めんたいワイド』に接続。 |
| 長崎県         | 長崎国際テレビ（NIB）     | 日本テレビ系列 | 2007年10月1日 - | 月曜 - 金曜 13:55 - 15:50 | - 毎年6月に開催される高校総体長崎県大会の開会式当日は中継番組放送のため、14:55以降を臨時にネット返上とする（雨天中止時は通常通りフルネット）。 |
| 熊本県         | くまもと県民テレビ（KKT） | 日本テレビ系列 | 2007年10月1日 - | 月曜 - 金曜 13:55 - 15:50 | |
| 鹿児島県       | 鹿児島読売テレビ（KYT）   | 日本テレビ系列 | 2007年10月1日 - | 月曜 - 金曜 13:55 - 15:50 | |

クロスネット局のテレビ大分・テレビ宮崎では当番組を放送していないが、台風や事故などの緊急情報を放送対象地域から伝える場合に、当番組への裏送り方式で中継リポートを入れることがある。
沖縄県の一部エリアでも、沖縄ケーブルネットワークと宮古テレビのコミュニティチャンネルにて、鹿児島読売テレビから受信したものを同時放送している。ただし、データ放送・字幕放送には対応していない。
| 放送対象地域 | 放送局       | 系列           | ネット開始日                 | ネット状況                 | 備考 |
| ------------ | ------------ | -------------- | ---------------------------- | -------------------------- | --- |
| 日本全域     | 日テレNEWS24 | CSデジタル放送 | 2014年1月6日 - 2017年3月31日 | 「最新ニュース」のみネット | - 開始当初より「東京からの最新ニュース」のみの部分を、「ミヤネ屋ニュース」としてネット、編成上は15:10までではあるが、実際にはニュースを全項目読み終わった15:02頃飛び降り。飛び降り後に「日テレNEWS24 WEATHER」および番宣CMを自局送出で放送。 - 記者会見中継時や番組早終了時など、地上波での番組進行状況により、飛び乗り・飛び降りの時刻を前倒しすることがある。飛び乗りネット前に「BREAKING NEWS」が入った場合もしくは通常時のネット受け時間帯に予め自社制作番組を編成した日は臨時非ネットとする。正式ネット開始前の2011年3月14日には『報道特別番組』扱いで、本番組を含め日中の日本テレビ地上波の報道・情報番組を臨時サイマルネットした実績がある。 |

- 過去にNOTTV NEWS（携帯端末向けマルチメディア放送。チャンネル改編のため、終了済み）において、2014年1月6日 - 3月28日の間、「東京からの最新ニュース」のみの部分ネット。日テレNEWS24の24時間CS再送信ネットで放送。
- これ以外にもBS日テレにおいて、2011年3月14日に本番組を有料CSチャンネル「日テレNEWS24」の再送信ネットにより、『報道特別番組』扱いで部分ネットした実績がある。

### 放送時間の変遷
| 期間       | 期間       | 放送時間（日本時間）   | 放送時間（日本時間）   |
| 期間       | 期間       | 月曜 - 木曜            | 金曜                   |
| ---------- | ---------- | ---------------------- | ---------------------- |
| 2006.07.31 | 2006.09.01 | 15:49 - 17:50（121分） | 15:49 - 17:50（121分） |
| 2006.09.04 | 2007.09.28 | 15:50 - 17:50（120分） | 15:50 - 17:50（120分） |
| 2007.10.01 | 2008.09.26 | 13:55 - 16:43（168分） | 13:55 - 16:50（175分） |
| 2008.09.29 | 現在       | 13:55 - 15:50（115分） | 13:55 - 15:50（115分） |

## スポンサー
2008年3月31日より第1部はネットセールス枠となったが、翌日の同年4月1日からは全国共通のスポンサーがついている（読売テレビ送出でのスポンサー。前半・後半の2枠があるが、ネットセールス枠における途中入れ替えでのコメントはない）。なお、2014年9月26日までの第2部（以降）は、ローカルセールス枠となるため各局独自にスポンサーがついたり、局によっては、ノンスポンサーでPTとなっている（ローカルスポンサーがある場合は局によってコメント（ご覧のスポンサーの提供で…など）する局としない局に分かれていて、コメントのある局は日本テレビ等、コメントのない局は読売テレビ・札幌テレビ・中京テレビ・静岡第一テレビ・福井放送・南海放送等がある。さらにはローカルスポンサーが付く曜日とPTの曜日が混在する局が札幌テレビ等にある）。一部スポンサーは、事実上「ザ・ワイド」時代から引き継がれた形となっている。なお、2014年9月29日以降の旧第1部放送時間帯・旧第2部放送時間帯のスポンサーの状況にいずれも変化はない。祝日など特別番組放送で「ミヤネ屋」の放送時間が短縮する場合は、ヘッドライン後からネットスポンサーのCMが放送されるなど、通常と異なるCM進行となる。

## 重大ニュース・特別番組放送時の対応
- 毎年1月4日の新春スペシャル放送時および毎年7月第3月曜日の『海の日特別番組』（中京テレビ制作）放送時は全局14:55までの短縮放送となる（前者は2020年・2022年[注 86]、後者は2020年・2021年をそれぞれ除く[注 87]）。
- 年末年始期間中は特番編成のため概ね1週間程度全局休止となる。また、毎年1月5日（2022年・2023年は1月4日[注 88]）および同月第2月曜日（成人の日）にも『全国高校サッカー選手権大会』中継のため全局休止となる。
- 国内で大規模な地震が発生した場合、日テレNEWS24を一部サイマル放送するか、映像のみ流しながら読売テレビ側で情報フォローをしながら報道を続けることが多い（読売テレビ制作に多いスタイル）。これをBS日テレでも流す場合もあるが、日テレNEWS24のBREAKING NEWSをサイマル放送することが多い。

### 東日本大震災関連の対応
2011年3月11日、当番組を放送中だった14:46頃に東北地方太平洋沖地震（東日本大震災）が発生。地震発生当時、当番組ではこの日東京都議会で1ヶ月後の東京都知事選挙への立候補を表明した当時の東京都知事・石原慎太郎の会見が行われる東京都庁の記者会見場に中継を繋いでいた。その際、会見場にいたリポーターの中山が地震の揺れを感じていると報告し、コメンテーターが「都庁だからそりゃ揺れるよな」などとコメントした場面があった。その後、CM明けの提供クレジット表示時で激しい揺れに襲われる日本テレビ報道フロアの様子などが中継された（日本テレビ本社のある東京・港区では震度5弱を観測）。この直後、宮根はニュースキャスターの豊田順子（日本テレビアナウンサー）に「強い地震があったようですが豊田さんしゃべれますか?」と尋ね、豊田が地震の第一報を伝え始めた直後、大阪のスタジオにも揺れが伝わりスタジオの照明が左右に揺れる様子などが流れた。このまま当番組は14:55からの第2部へ突入したものの、14:57頃をもって『NNN緊急報道特別番組』へ移行し、この日は同時刻をもって打ち切りとなった。その後、同月14日からしばらくの間は番組の全編を震災関連ニュースに充てる特別編成で放送され、当時14:55飛び降りとしていた福岡放送でも臨時フルネットで放送された（このまま同局では4月4日から正式にフルネットとなった）。また、3月14日はCS放送・日テレNEWS24でもNNN報道特番扱いで臨時サイマルネットされたほか、BS日テレでも日テレNEWS24のサイマル放送扱いで一部分が臨時ネットされた。
地震発生から約1ヶ月半後の2011年5月2日には、今回の震災で被害の大きかった地域の一つ・宮城県の松島から全編生中継を行ったほか、震災から1年を目前にした2012年3月9日には福島第一原子力発電所事故で被害の大きかった福島県からの全編生中継を実施。これ以降、2013年から2016年までの毎年3月11日には全編福島県内から生中継を実施していた。2017年・2018年は3月11日が土曜日・日曜日と重なり当日の当番組の放送は無かったが、2019年以降も当番組では3月11日の地震発生時刻の前後で震災関連の特集を放送している。なお、2021年3月11日は後述の通り13:55 - 19:00に『NNN未来へのチカラ ミヤネ屋×every.×zero×バンキシャ！特別版』を放送のため『ミヤネ屋』としては休止したが、『NNN未来へのチカラ』では宮根が日本テレビのスタジオに赴き、14時台で当番組のパネルコーナーをベースとした関連特集を放送した。

### 2019年4月以降に特別編成となった事例
上述以外の特番などによる放送の休止・内容・時間変更は以下の通り。
- 2019年4月30日：番組の大部分をこの日で終わりを迎える平成時代を振り返る特集に充てた。また、平成最後の日を迎えた各地の様子やこの日の放送後に皇居で行われた第125代天皇（現：上皇）の『退位礼正殿の儀』へ向けた最新情報も、中継を交え随時伝えた。
- 2020年8月28日：放送時間内に安倍晋三の内閣総理大臣辞任の速報が入り、放送内容を急遽変更した。
- 2021年3月11日：東日本大震災の発生から10年となることから、13:55 - 19:00[注 90]に本番組と『news every.』『news zero』『真相報道 バンキシャ!』の4番組合同によるNNN報道特別番組『NNN未来へのチカラ ミヤネ屋×every.×zero×バンキシャ!特別版』（日本テレビ制作）を放送したため、全局休止。2013年以降の平日にあたる日は原則本番組内で震災関連の内容を放送しており、年末年始や全国高校サッカー以外での全局休止は3年1ヶ月ぶり3度目のこととなった。なお、同番組には本番組代表として宮根も出演し、宮根が福島県で取材を行った模様が放送された。
- 2021年7月22日：当番組は最初予定だったが、『東京オリンピック2020』（日本テレビ制作）の中継が25分拡大して、14:20から短縮版を放送となった。
- 2021年7月27日・8月5日：前者は9:30 - 翌2:00に、後者は8:00 - 翌2:00に『東京オリンピック2020』の競技中継・ハイライト（日本テレビ制作）を放送したため、全局休止。なお、年末年始や全国高校サッカー以外での全局休止は4ヶ月半ぶり4・5度目である。
- 2021年8月4日:『東京オリンピック2020』（日本テレビ制作）の中継が11:55 - 14:15に放送したため、当番組は14:15から短縮版となった。
- 2021年10月26日：法律事務所勤務の男性と結婚した小室眞子（眞子内親王）の記者会見を番組冒頭で中継し、天気予報以外すべてのコーナーをこの話題に差し替えた。
- 2022年2月8日：9:30 - 14:50に『北京オリンピック2022 フィギュアスケート 男子ショート』（日本テレビ制作）の中継を放送したため、55分繰り下げて14:50からの短縮版を放送[注 91]。
- 2022年7月8日：放送時間内に安倍晋三銃撃事件の速報が入り、放送内容を急遽変更した。
- 2022年9月27日：故安倍晋三国葬儀に伴い、13:45 - 15:50に『NNN news every.特別版 半世紀ぶり「国葬」 歴史的1日完全中継』（日本テレビ制作）の放送のため、全局休止[48]。なお、14時台のスポンサーセールスは本番組のままだったため、提供クレジットもその時間帯に限り読売テレビの仕様[注 92]が使われた。
- 2022年10月10日：2022年のセントラル・リーグクライマックスシリーズ・1stステージ「横浜DeNAベイスターズ対阪神タイガース」が第3戦に縺れこんだため、読売テレビ（関西地区ローカル）限定で[注 93]、当初予定されていた定時番組（当番組と『かんさい情報ネットten.』）をメインチャンネル（101）で、プロ野球中継はサブチャンネル（102）でマルチチャンネル編成で放送した[注 94][50]。
- 2023年2月23日：14:55 - 16:50にFIBAバスケットボールワールドカップ2023 アジア予選「日本×イラン」（日本テレビ制作）の中継を放送のため、14:55までの短縮版を放送した[51][52][注 95]。
- 2023年5月5日：14:42頃に石川・能登で震度6強の地震が発生したため。放送内容を急遽変更。当初、中京テレビは14:55以降をネット返上する予定だったが、第2部も臨時で同時ネットした[注 96]。なお、この日は15:50:00まで放送時間が延長され、ステブレレスで『news every.・第1部』（日本テレビ制作）に接続したがその際に引き続き『every.』をネットする局で回線トラブルによる放送事故が起こり、冒頭数十秒が切れる事態となった。また、福島中央テレビなどは通常通り15:48:30で打ち切り自社の夕方ワイド番組に接続している。
- 2025年2月24日：制作局の読売テレビにて『大阪マラソン2025 ～夢の始まり～』（同局制作、関西ローカル）を14:55 - 15:50に編成する関係で14:55以降は系列局向けに裏送りで放送した[53]。

## 制作上の問題
放送内容によるトラブルがいくつか挙げられており、中には出演者の発言が不適切であると批判を浴びることもある。下記の宮根の路上喫煙騒動もあり2025年の『週刊女性』の「もう終わってほしい情報番組ランキング」では圧倒的一位となった。
ASKAの未発表の楽曲をめぐる裁判
- 2015年12月にASKAが「だれにも聞かせないでください」として芸能リポーターの井上に渡した未発表の楽曲を自身が覚せい剤取締法違反で逮捕された2016年11月28日放送分で放送され、著作権を侵害されたとしてとして、読売テレビと井上に対し、約3300万円の損害賠償を求める裁判を2017年8月に起こした。2018年12月11日に東京地裁は「未発表の楽曲を放送する際にASKA氏の許諾を取ったとは認められない」などとして、同局と井上に合わせて117万4000円を支払うよう命じた。判決を受け、同局は「今回の判決を真摯に受け止めております。ASKA氏をはじめ関係者の皆様にご迷惑をおかけしたことをお詫びします。」とのコメントを発表した[55]。

高須克弥の裁判での浅野史郎の発言
- 2017年7月25日の放送で高須克弥（高須クリニック院長）が大西健介民進党衆院議員の発言で名誉毀損されたとして損害賠償を求めて提訴したことを特集した際、コメンテーターの浅野史郎が「国会で言ったかは別として普通の修羅場で言ったとしてもこれは事実を言ったんですよ」などと発言した。これに対して、高須は25日の放送後、「浅野史郎様から明日中にお詫びがなければ提訴します」などと自身のツイッターで抗議した[56]。翌26日の放送で宮根が「大変申し訳ございませんでした。高須院長、これからも仲良くしていただけますでしょうか? ぜひイエスとおっしゃっていただきたいと思います」と謝罪し、林も「浅野さんに真意を聞いたところ、裁判の内容を誤解していたことによるもので高須院長におわびの言葉を表明しました」などと説明した[57]。

ポビドンヨードによる報道
- 2020年8月4日放送分で大阪府知事の吉村洋文が新型コロナウイルスの感染拡大防止策として、ポビドンヨードを含むうがい薬の使用を呼び掛けた記者会見を放送。その記者会見の影響でドラッグストアなどでは該当するうがい薬の品切れが相次ぎ、インターネット上ではうがい薬が高値で転売されるケースが相次いで発生する事態へと発展した[58]。読売テレビでは同年9月17日の番組改編会見で「編成会見の番組用の準備をしており、個別の番組について今、知識がない。間違った答えをしてはいけないので、後ほど正式にお答えさせていただきます」と回答を保留したが、その後「申し訳ございません。番組制作過程についてはお答えいたしておりません」との公式コメントを発表した[59]。これに対して、京都府の市民団体『NHK・メディアを考える京都の会』は「うがい薬推奨の生中継は不適切」として、放送倫理・番組向上機構（BPO）に審議申立書を提出した[60]。

鳥取県米子市を「島根・米子市」と誤表記
- 2021年8月3日放送分で東京オリンピックのボクシング女子フェザー級で金メダルを獲得した入江聖奈（日本体育大学）を特集した際、VTR中の画面左上の箇所で入江の出身地である鳥取県米子市を間違えて「島根・米子市」と表示された[61]。その後、表示はすぐに訂正されたが、ネット上では批判が殺到する事態となり、米子市長の伊木隆司も自身のツイッターで「(誤)島根　(正)鳥取」と指摘した上で、「米子市は鳥取（とっとり）県でございます。よろしくお願いいたします」と絵文字付きで訴えた[62]。

スシローのおとり広告問題での宮根の発言
- 2022年6月9日放送分でスシローのおとり広告問題を取り上げた際に、宮根が「最初から食べれないお店が9割あった」と発言したが、17日放送分で宮根は「私の発言が事実と異なっておりました。大変失礼いたしました」と謝罪した[63]。

テレビ金沢の統一教会に関する問題
- 2022年8月29日放送分でテレビ金沢が2014年に放送した24時間テレビ内で、参加ボランティアとして「世界基督教統一神霊協会 能登協会」という形で、統一教会を紹介したと、世界統一平和家庭連合教会がプレスリリースで主張した。これに対してテレビ金沢は「この画像は2014年7月27日に放送したCMの一部を切り取って掲載されたもので、参加ボランティアを紹介する画像ではありません 当該のCMは『24時間テレビ』を応援していただく石川県の企業・団体に募り、15秒CMの中に最大10社の企業・団体を紹介したものの一つです」などと説明[64][65]。しかし、宮根は「系列で毎日、お世話になっていますが、個人的な意見として聞きたい」と前置きした上で、「この説明では、認識不足であったかどうかが分からない。それから我々の報道姿勢として実際に被害に遭われている方もいらっしゃる中で、謝罪の文面がない。今後、どのように統一教会との関係を持っていくかの言及が、テレビ金沢さんの説明にはないと思う。できたらそれもしていただきたい。でないと、現場の記者の人が取材しにくいですよ、このコメントだけだと」と苦言[64]、澤口は「ミヤネ屋を制作している読売テレビとしましては、現状、教団との関わりついては把握しておりません。また今後、新たな事実が明らかになれば、しっかりと、速やかにお伝えします」と発言した[65]。

韓国・喫煙禁止区域での宮根の路上喫煙騒動
- 2024年3月20日、韓国・高尺スカイドームにて行われたメジャーリーグ開幕戦「ドジャース×パドレス」の取材のためにソウルを訪れていた宮根が喫煙禁止区域とされているバス停にて電子タバコを喫煙している様子を撮影した動画がSNSに投稿され、問題となった。これを受け、宮根は翌21日の番組冒頭でこの事実を認めた上で「周りの方々、それから多くの方々にご不快な思い、ご迷惑をおかけしました。大変申し訳ございませんでした」と謝罪した[66][67]。

火災報道への批判
- 2024年11月27日に発生した猪口邦子参議院議員の自宅マンションの火災について、翌28日にミヤネ屋とNNNストレイトニュースが炎が迫る現場で動く人影のようなものが映った動画を放送。この放送について、「逃げ遅れた人と思われる姿が映っていてショックだった」などの批判的な意見が約250件ほどBPOに対し寄せられた[68]。